# PGL Major Antwerp 2022
Das PGL Major Antwerp 2022 war das 17. Major-Turnier in der E-Sport-Disziplin Counter-Strike: Global Offensive. Das Turnier wurde vom 9. bis zum 22. Mai 2022 in Antwerpen ausgetragen. Die finale Champions Stage fand im Sportpaleis Antwerpen statt. Antwerpen war die erste belgische Stadt, die ein Major-Turnier ausgetragen hat. Das Preisgeld des Turniers betrug eine Million US-Dollar.
Die ersten beiden Turnierabschnitte Challengers Stage und Legends Stage wurden im Schweizer System ausgetragen. Drei Siege berechtigten hier zum Einzug in die nächste Runde, nach drei Niederlagen schied ein Team aus. Die finale Champions Stage wurde im K.-o.-System ausgespielt.

## Qualifikation
Die Qualifikation diente der Auswahl der 24 teilnahmeberechtigten Teams. Es wurden jeweils Qualifikationsplätze in den Kategorien Legends, Challengers und Contenders vergeben. Teams der Kategorie Legends sind direkt für die Legends Stage qualifiziert, während die Teams der Kategorien Challengers und Contenders in der Challengers Stage antreten müssen. Die Qualifikation wurde getrennt in den Regionen Europa, Amerika und Asien-Pazifik durchgeführt. In der Region Europa wurde die Qualifikation in zwei Gruppen ausgespielt. Die Verteilung der für das Turnier teilnahmeberechtigten Teams in den Kategorien Legends, Challengers richtete sich nach den Ergebnissen der einzelnen Regionen auf dem letzten stattgefundenen Major in Stockholm. Für die Contenders-Team wurde eine Verteilung der Startplätze auf die Regionen festgelegt.
Es ergab sich folgende Verteilung der Qualifikationsplätze auf die Regionen:
- Europa-Qualifikation Gruppe A: 4 Legends-Teams, 2 Challengers-Teams, 2 Contenders-Teams
- Europa-Qualifikation Gruppe B: 3 Legends-Teams, 4 Challengers-Teams, 1 Contenders-Teams
- Amerika-Qualifikation: 1 Legends-Teams, 2 Challengers-Teams, 3 Contenders-Teams
- Asien-Pazifik-Qualifikation: 2 Contenders-Teams

## Lineups der Teams
| Legend-Teams                  | Legend-Teams                 | Legend-Teams                   | Legend-Teams                    |
| BIG                           | Copenhagen Flames            | FaZe Clan                      | FURIA Esports                   |
| ----------------------------- | ---------------------------- | ------------------------------ | ------------------------------- |
| Josef „faveN“ Baumann         | Fredrik „roejJ“ Jørgensen    | Finn „karrigan“ Andersen       | André „drop“ Abreu              |
| Tizian „tiziaN“ Feldbusch     | Rasmus „HooXi“ Nielsen       | Russel „Twistzz“ Van Dulken    | Kaike „kscerato“ Cerato         |
| Karim „Krimbo“ Moussa         | Rasmus „Zyphon“ Nordfoss     | Robin „ropz“ Kool              | Rafael „saffee“ Costa           |
| Florian „syrsoN“ Rische       | Jakob „Jabbi“ Nygaard        | Håvard „rain“ Nygaard          | Andrei „arT“ Piovezan           |
| Johannes „tabseN“ Wodarz      | Nico „nicoodoz“ Tamjidi      | Helvijs „broky“ Saukants       | Yuri „Yuurih“ Santos            |
| Heroic                        | Natus Vincere                | Ninjas in Pyjamas              | Cloud 9                         |
| Ismail „refrezh“ Ali          | Oleksandr „s1mple“ Kostyljew | Ludvig „Brollan“ Brolin        | Wladislaw „nafany“ Gorschkow    |
| Rasmus „sjuush“ Beck          | Kirill „Boombl4“ Michailow   | Nicolas „Plopski“ Gonzalez     | Timofei „interz“ Jakuschin      |
| Martin „stavn“ Lund           | Denis „electronic“ Scharipow | Patrick „es3tag“ Hansen        | Abay „HObbitt“ Khasenov         |
| Rene „TeSeS“ Madsen           | Ilja „Perfecto“ Saluzki      | Hampus „hampus“ Poser          | Sergei „Ax1Le“ Rychtorow        |
| Casper „cadiaN“ Møller        | Walerij „b1t“ Wachowskyj     | Fredrik „REZ“ Sterner          | Dmitri „sh1ro“ Sokolow          |
| Challenger-Teams              |                              |                                |                                 |
| Astralis                      | Bad News Eagles              | ENCE                           | forZe                           |
| Benjamin „blameF“ Bremer      | Dionis „sinnopsyy“ Budeci    | Pavle „Maden“ Bošković         | Alexander „KENSI“ Gurkin        |
| Andreas „Xyp9x“ Højsleth      | Rigon „rigoN“ Gashi          | Paweł „dycha“ Dycha            | Jewgeni „Norwi“ Jermolin        |
| Asger „Farlig“ Jensen         | Flatron „juanflatroo“ Halimi | Lotan „Spinx“ Giladi           | Alexander „shalfey“ Marenow     |
| Lukas „gla1ve“ Rossander      | Genc „gxx“ Kolgeci           | Olek „hades“ Miskiewicz        | Andrei „Jerry“ Mechrjakow       |
| Kristian „k0nfig“ Wienecke    | Sener „SENER1“ Mahmuti       | Marco „Snappi“ Pfeiffer        | Alexander „zorte“ Sagodyrenko   |
| G2 Esports                    | Imperial Esports             | MIBR                           | Team Vitality                   |
| Audric „JaCkz“ Jug            | Fernando „fer“ Alvarenga     | Matheus „Tuurtle“ Anhaia       | Mathieu „ZywOo“ Herbaut         |
| Nemanja „huNter“ Kovač        | Vinicius „VINI“ Figueiredo   | Adriano „WOOD7“ Cerato         | Dan „apEX“ Madesclaire          |
| Nikola „NiKo“ Kovač           | Lincoln „fnx“ Lau            | Marcelo „chelo“ Cespedes       | Kévin „Misutaaa“ Rabier         |
| Ilja „m0NESY“ Ossipow         | Ricardo „boltz“ Prass        | Raphael „exit“ Lacerda         | Peter „dupreeh“ Rasmussen       |
| Aleksi „Aleksib“ Virolainen   | Gabriel „FalleN“ Toledo      | Jhonatan „JOTA“ Willian        | Emil „Magisk“ Reif              |
| Contender-Teams               |                              |                                |                                 |
| 9z Team                       | Complexity Gaming            | Eternal Fire                   | IHC Esports                     |
| Franco „dgt“ Garcia           | Justin „FaNg“ Coakley        | Buğra „Calyx“ Arkın            | Tengis „sk0R“ Batjargal         |
| Maximiliano „max“ Gonzalez    | Paytyn „Junior“ Johnson      | Can „XANTARESS“ Dörtkardes     | Bat-Enkh „kabal“ Batbayar       |
| Martin „rox“ Molina           | Ricky „floppy“ Kemery        | Özgür „woxic“ Eker             | Yesuntumur „nin9“ Gantulga      |
| Luca „Luken“ Nadotti          | Johnny „JT“ Theodosiou       | Omar „imoRR“ Karatas           | Byambasuren „bLitz“ Garidmagnai |
| David „dav1d“ Tapia Maldonado | Michael „Grim“ Wince         | Yasin „xfl0ud“ Koç             | Munkhbold „Techno4K“ Sodbayar   |
| Outsiders                     | Renegades                    | Team Spirit                    | Team Liquid                     |
| Ali „jame“ Dschami            | Jordan „Hatz“ Bajic          | Abdulchalik „degster“ Gassanow | Nicholas „nitr0“ Cannella       |
| Mareks „YEKINDAR“ Gaļinskis   | Alistair „aliStair“ Johnston | Robert „Patsi“ Issjanow        | Jonathan „EliGE“ Jablonowski    |
| Alexei „Qikert“ Golubew       | Joshua „INS“ Potter          | Pawel „s1ren“ Ogloblin         | Keith „NAF“ Markovic            |
| Jewgeni „FL1T“ Lebedew        | Jay „liazz“ Tregillgas       | Leonid „chopper“ Wischnjakow   | Joshua „oSee“ Ohm               |
| Timur „buster“ Tulepow        | Simon „Sico“ Williams        | Boris „magixx“ Worobjew        | Richard „shox“ Papillon         |
| Stand: 1. Mai 2022            |                              |                                |                                 |

## Challengers Stage

### Teilnehmer
Acht Plätze wurden auf Grundlage der Plätze 9 bis 16 auf dem PGL Major: Stockholm 2021 vergeben. Dort schieden sechs Teams aus Europa und zwei der Region Amerika zugeordnete Teams in der Legends-Stage aus. Die weiteren acht Plätze wurden auf Qualifikanten aus allen sechs Regionen verteilt, wobei den Regionen Europa und Amerika drei und der Region Asien-Pazifik zwei Qualifikationsplätze zustanden.
- forZe (Challengers-Teilnehmer aus der Region Europa Gruppe A)
- Team Vitality (Challengers-Teilnehmer aus der Region Europa Gruppe A)
- ENCE (Challengers-Teilnehmer aus der Region Europa Gruppe B)
- G2 Esports (Challengers-Teilnehmer aus der Region Europa Gruppe B)
- Astralis (Challengers-Teilnehmer aus der Region Europa Gruppe B)
- Bad News Eagles (Challengers-Teilnehmer aus der Region Europa Gruppe B)
- MIBR (Challengers-Teilnehmer aus der Region Amerika)
- Imperial Esports (Challengers-Teilnehmer aus der Region Amerika)
- Eternal Fire (Contenders-Teilnehmer aus der Region Europa Gruppe A)
- Outsiders (Contenders-Teilnehmer aus der Region Europa Gruppe A)
- Team Spirit (Contenders-Teilnehmer aus der Region Europa Gruppe B)
- Complexity Gaming (Contenders-Teilnehmer aus der Region Amerika)
- Team Liquid (Contenders-Teilnehmer aus der Region Amerika)
- 9z Team (Contenders-Teilnehmer aus der Region Amerika)
- IHC Esports (Contenders-Teilnehmer aus der Region Asien-Pazifik)
- Renegades (Contenders-Teilnehmer aus der Region Asien-Pazifik)

### Runde 1
|                  | Ergebnis |                   | S-N |
| ---------------- | -------- | ----------------- | --- |
| Team Vitality    | 16:01    | Complexity Gaming | 0-0 |
| Bad News Eagles  | 16:14    | Eternal Fire      | 0-0 |
| G2 Esports       | 16:06    | Team Liquid       | 0-0 |
| forZe            | 16:09    | Renegades         | 0-0 |
| Astralis         | 16:02    | IHC Esports       | 0-0 |
| Imperial Esports | 06:16    | Team Spirit       | 0-0 |
| MIBR             | 14:16    | Outsiders         | 0-0 |
| ENCE             | 16:07    | 9z Team           | 0-0 |

### Runde 2
|                   | Ergebnis |                 | S-N |
| ----------------- | -------- | --------------- | --- |
| G2 Esports        | 19:17    | Team Spirit     | 1-0 |
| forZe             | 16:07    | Bad News Eagles | 1-0 |
| ENCE              | 16:06    | Outsiders       | 1-0 |
| Astralis          | 08:16    | Team Vitality   | 1-0 |
| Eternal Fire      | 16:02    | Renegades       | 0-1 |
| Complexity Gaming | 16:13    | IHC Esports     | 0-1 |
| Imperial Esports  | 16:10    | Team Liquid     | 0-1 |
| MIBR              | 16:14    | 9z Team         | 0-1 |

### Runde 3
|                   | Ergebnis          |                  | S-N |
| ----------------- | ----------------- | ---------------- | --- |
| Team Vitality     | 12:16 :09 16:12   | forZe            | 2-0 |
| ENCE              | 07:16 19:16 09:16 | G2 Esports       | 2-0 |
| Team Spirit       | 16:11             | Eternal Fire     | 1-1 |
| Bad News Eagles   | 16:12             | Imperial Esports | 1-1 |
| Astralis          | 16:13             | MIBR             | 1-1 |
| Complexity Gaming | 09:16             | Outsiders        | 1-1 |
| Renegades         | 10:16 12:16       | IHC Esports      | 0-2 |
| Team Liquid       | 16:11 16:11       | 9z Team          | 0-2 |

### Runde 4
|                   | Ergebnis          |                 | S-N |
| ----------------- | ----------------- | --------------- | --- |
| Astralis          | 12:16 06:16       | Team Spirit     | 2-1 |
| forZe             | 16:12 10:16 11:16 | Outsiders       | 2-1 |
| ENCE              | 16:13 16:09       | Bad News Eagles | 2-1 |
| Imperial Esports  | 11:16 :10 16:12   | IHC Esports     | 1-2 |
| Complexity Gaming | 12:16 12:16       | Team Liquid     | 1-2 |
| MIBR              | 16:13 16:11       | Eternal Fire    | 1-2 |

### Runde 5
|                 | Ergebnis        |                  | S-N |
| --------------- | --------------- | ---------------- | --- |
| Astralis        | 14:16 13:16     | Team Liquid      | 2-2 |
| Bad News Eagles | 13:16 :08 16:10 | MIBR             | 2-2 |
| forZe           | 05:16 05:16     | Imperial Esports | 2-2 |

## Legends Stage

### Teilnehmer
Acht Plätze wurden auf Grundlage der Plätze 1 bis 8 auf dem PGL Major: Stockholm 2021 vergeben. Diese erreichten sieben Teams aus Europa und ein Team aus der Region Amerika. Weitere acht qualifizierten sich über die vorangegangene Challenger-Stage.
- Heroic (Legends-Teilnehmer aus der Region Europa Gruppe A)
- BIG (Legends-Teilnehmer aus der Region Europa Gruppe A)
- FaZe Clan (Legends-Teilnehmer aus der Region Europa Gruppe A)
- Natus Vincere (Legends-Teilnehmer aus der Region Europa Gruppe A)
- Copenhagen Flames (Legends-Teilnehmer aus der Region Europa Gruppe B)
- Cloud 9 (Legends-Teilnehmer aus der Region Europa Gruppe B)
- Ninjas in Pyjamas (Legends-Teilnehmer aus der Region Europa Gruppe B)
- FURIA Esports (Teilnehmer aus der Region Amerika)
- Team Vitality (Challengers Stage)
- G2 Esports (Challengers Stage)
- Team Spirit (Challengers Stage)
- Outsiders (Challengers Stage)
- ENCE (Challengers Stage)
- Team Liquid (Challengers Stage)
- Bad News Eagles (Challengers Stage)
- Imperial Esports (Challengers Stage)

### Runde 1
|                   | Ergebnis |                  | S-N |
| ----------------- | -------- | ---------------- | --- |
| Heroic            | 16:11    | Team Liquid      | 0-0 |
| Copenhagen Flames | 16:14    | Bad News Eagles  | 0-0 |
| Ninjas in Pyjamas | 16:04    | Team Vitality    | 0-0 |
| Cloud 9           | 16:12    | Outsiders        | 0-0 |
| FaZe Clan         | 08:16    | ENCE             | 0-0 |
| FURIA Esports     | 12:16    | Team Spirit      | 0-0 |
| Natus Vincere     | 19:17    | G2 Esports       | 0-0 |
| BIG               | 16:11    | Imperial Esports | 0-0 |

### Runde 2
|                   | Ergebnis |                   | S-N |
| ----------------- | -------- | ----------------- | --- |
| Heroic            | 12:16    | Team Spirit       | 1-0 |
| Copenhagen Flames | 16:08    | ENCE              | 1-0 |
| BIG               | 08:16    | Natus Vincere     | 1-0 |
| Cloud 9           | 14:16    | Ninjas in Pyjamas | 1-0 |
| Team Vitality     | 08:16    | Outsiders         | 0-1 |
| FaZe Clan         | 16:04    | Bad News Eagles   | 0-1 |
| FURIA Esports     | 16:09    | Team Liquid       | 0-1 |
| G2 Esports        | 16:12    | Imperial Esports  | 0-1 |

### Runde 3
|                 | Ergebnis        |                   | S-N |
| --------------- | --------------- | ----------------- | --- |
| Team Spirit     | 10:16 :08 16:06 | Copenhagen Flames | 2-0 |
| Natus Vincere   | 16:06 14:16 :04 | Ninjas in Pyjamas | 2-0 |
| Heroic          | 19:17           | G2 Esports        | 1-1 |
| ENCE            | 16:08           | Outsiders         | 1-1 |
| Cloud 9         | 08:16           | FaZe Clan         | 1-1 |
| BIG             | 10:16           | FURIA Esports     | 1-1 |
| Team Vitality   | 16:07 16:11     | Team Liquid       | 0-2 |
| Bad News Eagles | 13:16 14:16     | Imperial Esports  | 0-2 |

### Runde 4
|                   | Ergebnis          |                  | S-N |
| ----------------- | ----------------- | ---------------- | --- |
| Copenhagen Flames | 16:13 13:16 06:16 | FaZe Clan        | 2-1 |
| ENCE              | 14:16 :12 16:06   | Heroic           | 2-1 |
| Ninjas in Pyjamas | 16:02 16:10       | FURIA Esports    | 2-1 |
| G2 Esports        | 16:10 10:16 :11   | Outsiders        | 1-2 |
| BIG               | 09:16 22:19 17:19 | Team Vitality    | 1-2 |
| Cloud 9           | 23:25 16:09 03:16 | Imperial Esports | 1-2 |

### Runde 5
|                   | Ergebnis        |                  | S-N |
| ----------------- | --------------- | ---------------- | --- |
| Heroic            | 16:07 14:16 :12 | Team Vitality    | 2-2 |
| G2 Esports        | 12:16 :14 11:16 | FURIA Esports    | 2-2 |
| Copenhagen Flames | 16:02 22:18     | Imperial Esports | 2-2 |

## Champions Stage
Die Teilnehmer qualifizierten sich über die vorangegangene Legends-Stage.
|  | Viertelfinale     | Viertelfinale     | Viertelfinale | Viertelfinale | Viertelfinale |                   |                   | Halbfinale | Halbfinale | Halbfinale | Halbfinale | Halbfinale |  |  | Finale | Finale | Finale | Finale | Finale |
|  |                   |                   |               |               |               |                   |                   |            |            |            |            |            |  |  |        |        |        |        |        |
|  | Schweden          | Ninjas in Pyjamas | 10            | 16            | 8             |                   |                   |            |            |            |            |            |  |  |        |        |        |        |        |
|  | Europaische Union | FaZe Clan         | 16            | 13            | 16            |                   |                   |            |            |            |            |            |  |  |        |        |        |        |        |
|  | Europaische Union | FaZe Clan         | 16            | 13            | 16            | Europaische Union | FaZe Clan         | 16         | 25         | -          |            |            |  |  |        |        |        |        |        |
|  |                   |                   |               |               |               | Europaische Union | FaZe Clan         | 16         | 25         | -          |            |            |  |  |        |        |        |        |        |
|  |                   | Russland          | Team Spirit   | 13            | 23            | -                 |                   |            |            |            |            |            |  |  |        |        |        |        |        |
|  | Russland          | Russland          | Team Spirit   | 13            | 23            | -                 | Team Spirit       | 16         | 16         | -          |            |            |  |  |        |        |        |        |        |
|  | Russland          |                   |               |               |               |                   | Team Spirit       | 16         | 16         | -          |            |            |  |  |        |        |        |        |        |
|  | Brasilien         | FURIA Esports     | 12            | 8             | -             |                   |                   |            |            |            |            |            |  |  |        |        |        |        |        |
|  |                   |                   |               |               |               |                   | Europaische Union | FaZe Clan  | 19         | 16         | -          |            |  |  |        |        |        |        |        |
|  |                   | Russland          | Natus Vincere | 16            | 10            | -                 |                   |            |            |            |            |            |  |  |        |        |        |        |        |
|  | Europaische Union | ENCE              | 16            | 16            | -             |                   |                   |            |            |            |            |            |  |  |        |        |        |        |        |
|  | Danemark          | Copenhagen Flames | 10            | 12            | -             |                   |                   |            |            |            |            |            |  |  |        |        |        |        |        |
|  | Danemark          | Copenhagen Flames | 10            | 12            | -             | Europaische Union | ENCE              | 7          | 12         | -          |            |            |  |  |        |        |        |        |        |
|  |                   |                   |               |               |               | Europaische Union | ENCE              | 7          | 12         | -          |            |            |  |  |        |        |        |        |        |
|  |                   | Russland          | Natus Vincere | 16            | 16            | -                 |                   |            |            |            |            |            |  |  |        |        |        |        |        |
|  | Russland          | Russland          | Natus Vincere | 16            | 16            | -                 | Natus Vincere     | 10         | 16         | 16         |            |            |  |  |        |        |        |        |        |
|  | Russland          |                   |               |               |               |                   | Natus Vincere     | 10         | 16         | 16         |            |            |  |  |        |        |        |        |        |
|  | Danemark          | Heroic            | 16            | 14            | 8             |                   |                   |            |            |            |            |            |  |  |        |        |        |        |        |

## Preisgeldverteilung
| Platz    | Clan                                                                                        | Preisgeld (in US-Dollar) |
| -------- | ------------------------------------------------------------------------------------------- | ------------------------ |
| 1.       | FaZe Clan                                                                                   | 500.000                  |
| 2.       | Natus Vincere                                                                               | 150.000                  |
| 3. – 4.  | ENCE Team Spirit                                                                            | 070.000                  |
| 5. – 8.  | FURIA Esports Ninjas in Pyjamas Copenhagen Flames Heroic                                    | 035.000                  |
| 9. – 16. | G2 Esports Team Vitality Imperial Esports BIG Cloud 9 Outsiders Bad News Eagles Team Liquid | 08.750                   |